# Andries de Graeff

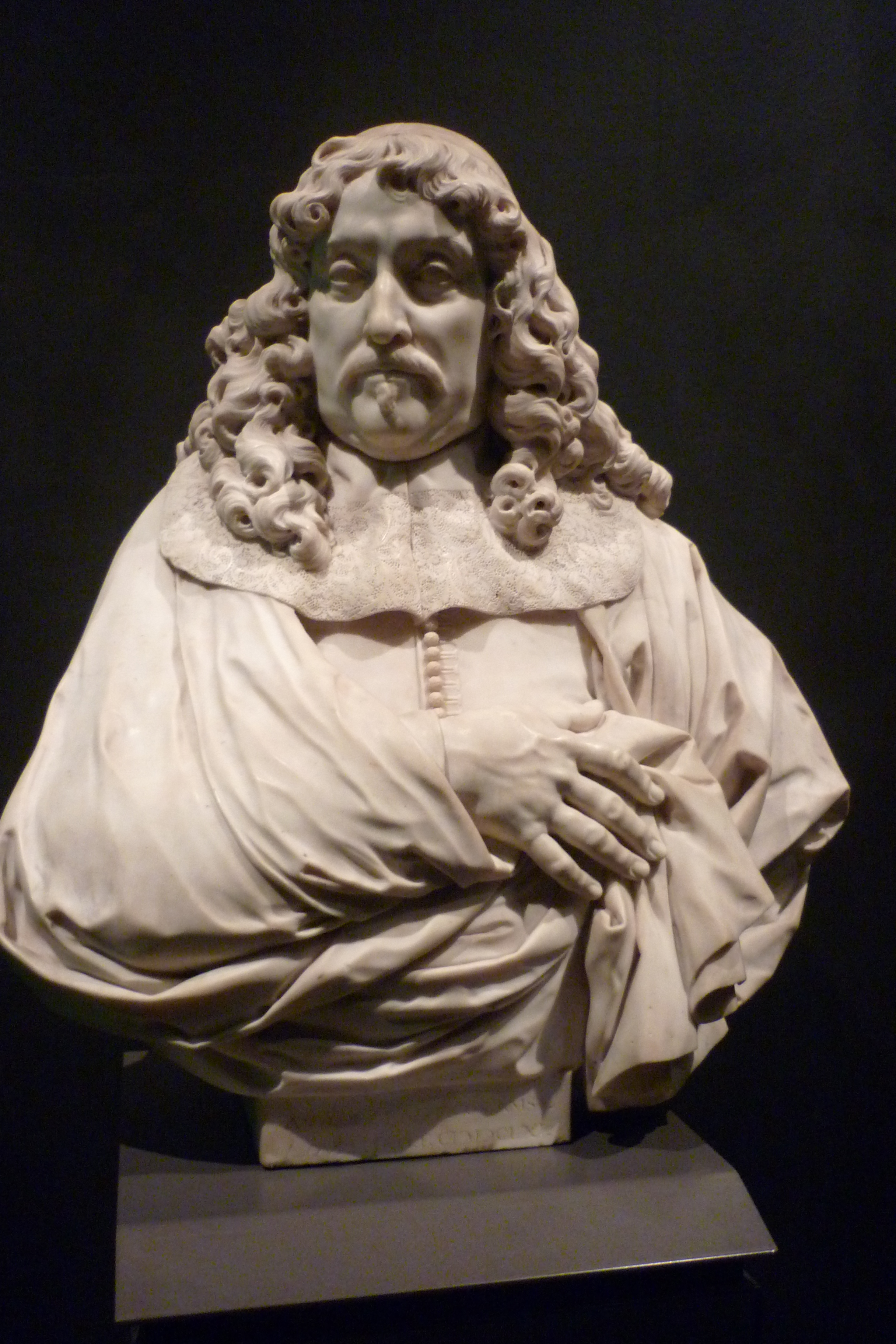
Arthus Quellinus, Andries de Graeff, Marmorbüste, Rijksmuseum Amsterdam
Unterschrift:

Andries de Graeff (* 19. Februar 1611 in Amsterdam; † 30. November 1678 ebenda), Ritter des Heiligen Römischen Reichs, war ein Regent und Bürgermeister von Amsterdam und holländischer Staatsmann des Goldenen Zeitalters.
Er entstammte dem Geschlecht De Graeff, welches gemeinsam mit der verschwägerten Familie Bicker die politische Macht in Amsterdam, Holland, und letztlich in der Republik der Sieben Vereinigten Provinzen innehatte. In der Ersten Statthalterlosen Periode war Andries de Graeff gemeinsam mit seinem Bruder Cornelis de Graeff einer der einflussreichsten republikanisch und staatsgesinnten Regenten der Republik und ein Gegner der politischen Ambitionen des Hauses Oranien.
Andries de Graeff war einer der führenden Persönlichkeiten, die einen Beendigung des Achtzigjährigen Krieges zwischen den Vereinigten Niederlanden und dem Königreich Spanien anstreben. Dieser vollzog sich 1648 beim Frieden von Münster. Nach seines Bruders Tod im Jahr 1664 übernahm er die Leitung der Fraktion De Graeff und setzte dessen liberale, auf Ausgleich bedachte Politik fort. Seine politische Haltung war charakteristisch für seine Familie: Einerseits Libertin und staatsgesinnt, andererseits, wenn auch nur bedingt, loyal gegenüber den Oraniern.
De Graeff war des Weiteren im Namen der Stadt Amsterdam Ambachtsherr von Urk und Emmeloord.

## Leben und Werk

### Gesellschaftspolitischer Hintergrund
Im Laufe des Goldenen Zeitalters der Niederlande standen die Mitglieder der Familie De Graeff in harscher Kritik zum sich immer mehr ausbreitenden Einfluss des Hauses Oranien-Nassau. Gemeinsam mit den führenden republikanischen Staatsmännern, den Gebrüdern Bicker und den De Witt, waren sie für eine Aufhebung der Statthalterschaft, zumindest in der Provinz Holland. Weiters beanspruchten sie den Erhalt einer (ihrer) Souveränität als Stadtregenten.

#### Familie De Graeff
Andries de Graeff wurde 1611 als jüngster Sohn des Amsterdamer Regenten (übergeordneter Begriff für Bürgermeister sowie Mitglied der Stadtregierung) Jakob Dircksz de Graeff und von Aaltje Boelens Loen im „Huis De Keyser“ (benannt nach der außerhalb des Gebäudes angebrachten „Keizerskroon“) geboren. Seine Mutter war eine Ur-Urenkelin des bedeutenden spät mittelalterlichen Amsterdamer Stadtregenten Andries Boelens. Einer seiner älteren Brüder war Cornelis de Graeff, der bedeutende Staatsmann und Amsterdamer Regent. Sein Vater war von freidenkender, republikanischer Gesinnung, aber auch für seine Ruhmsüchtigkeit bekannt. Er war einer der führenden Remonstranten und staatsgesinnten Patrizier, der trotzdem kein prinzipieller Anti-Orangist (Haus Oranien) war. Er hielt das Erbe seines Vaters Dirck Jansz Graeff, das diesen freundschaftlich mit Wilhelm dem Schweiger von Oranien verband, in Ehren. Die jungen De Graeffs wurden durch diese antagonistische Haltung ihres Vaters in politischen Fragestellungen beeinflusst.

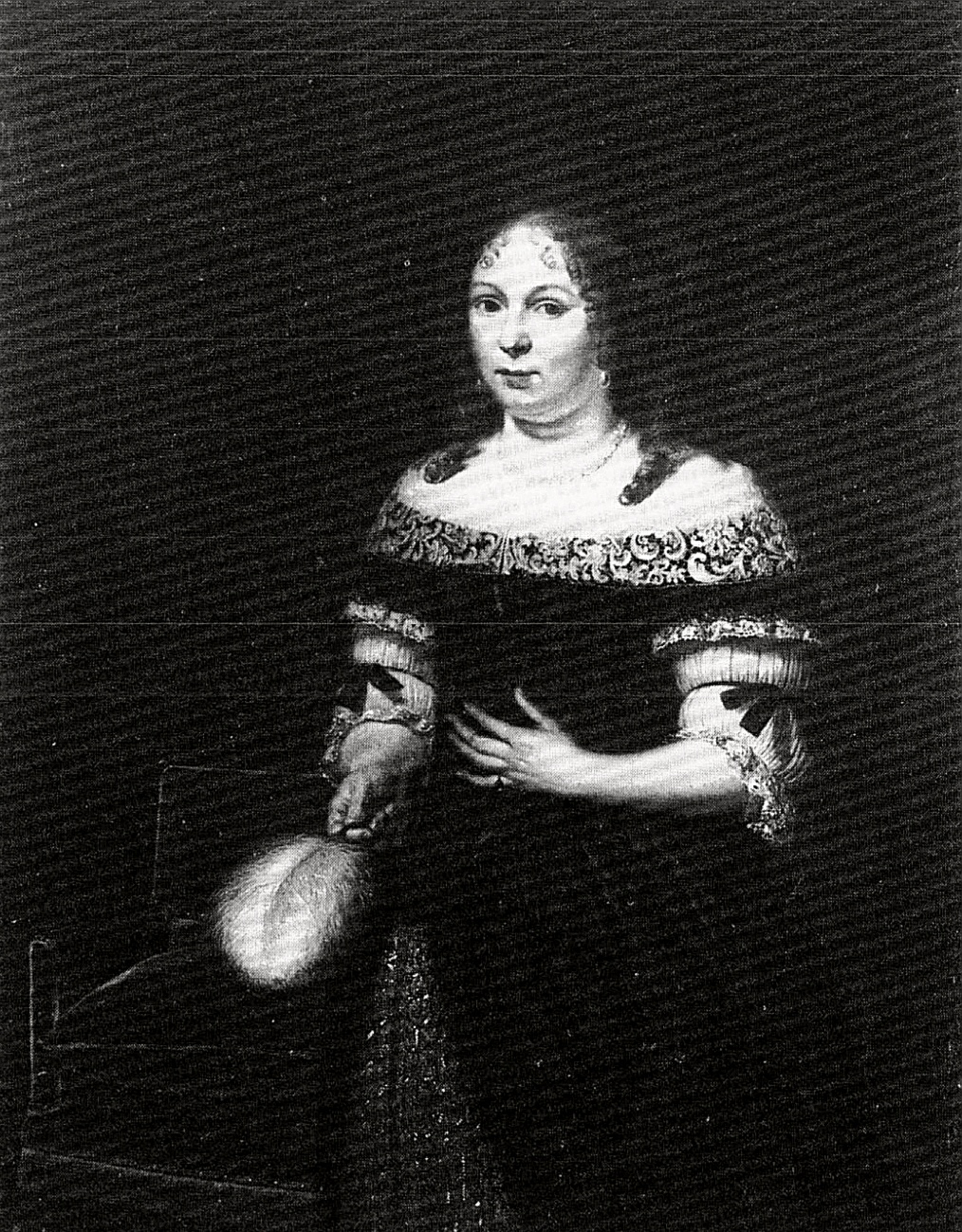
Elisabeth Bicker van Swieten, Ehefrau des Andries de Graeff

Zu De Graeffs Verwandten gehörten Hollands großer Literat Pieter Corneliszoon Hooft, die bestimmenden Amsterdamer Bürgermeister Andries, Cornelis, Johan Bicker, Frans Banning Cocq, Johan Huydecoper van Maarsseveen (Großcousin) sowie Hollands Ratspensionär Johan de Witt und dessen Bruder Cornelis de Witt. Er selbst ehelichte wohl im Jahr 1649 seine Großnichte Elisabeth Bicker van Swieten (1623–1656; Tochter seines Cousins Cornelis Bicker), mit der er vier Kinder hatte:
1. Cornelis de Graeff, Reichsritter (1650–1678), verheiratet 1675 mit Agneta Deutz (Tochter von Cornelis' Onkel, dem bedeutenden Financier Jean Deutz und seiner durch Verwandtschaft mehrfachen Tante Geetruida Bicker[12]); sie verstarben einen Tag nach dem Frieden von Nimwegen.
2. Alida de Graeff, Vrijvrouwe der Hohen Herrlichkeit Jaarsveld (1651–1738), verheiratet 1678 mit Diederik (Theodorus) van Veldhuyzen, Herr von Heemstede (1651–1716), Stadtregent von Utrecht, Präsident und Ratsherr der Staaten von Utrecht
3. Arnoldina (Aertje) de Graeff, Vrijvrouwe von Jaarsveld (1652–1703), verheiratet 1681 mit Transisalanus Adolphus Baron van Voorst tot Hagenvoorde van Bergentheim, Vrijheer von Jaarsveld, Mitglied der Ritterschaft von Holland, Vertrauter und Hofmeister von Wilhelm III. und Leutnant-Statthalter von Gorinchem
4. Jakob de Graeff, früh verstorben

Andries de Graeff war auch versucht, seine Kinder mit Personen diverser gesellschaftlicher Kreise zu verheiraten. Die Ehen seiner Töchter, besonders die drei Jahre nach seinem Ableben zustandegekommene Ehe von Arnoldina mit Baron Van Voorst, zeigten auch nach seinem politischen Ende eine bewusste Annäherung an das oranische Lager in der Republik. Andries de Graeff war auch wohl nicht so antiorangistisch, wie es seine Politik vermuten lässt. Der Historiker Rob van der Laarse beschaut diese beiden Verbindungen, diese bewusste Annäherung an das oranische Lager, aber als gezwungene Ehen.

#### Feudalität
Im Jahr 1627 erbte Andries de Graeff das Gut Vredenhof (nahe Voorschoten) von seinem Onkel Jan Dircksz Graeff (?–1627). Dort hatte er das herrschaftliche Recht, Schwäne zu züchten inne.
De Graeff kaufte auch große Gründe in der Gegend von Oud-Naarden (Naarden) und baute so sein Landgut Graeffenveld. Er ließ dort einen Hügel errichten, den Venusberg, auf dessen Spitze eine Löwenstatue errichtet wurde, und der damals Leeuwenberg hieß.
1660 erhielt De Graeff das Ambachtslehen Urk und Emmeloord von den Staaten von Holland im Namen der Stadt Amsterdam. Seltsamerweise erhielt er das Lehen als Erblehen (tot eenen erfleenen binnen nach zusters kindt, niet te versterven, ende althoos te commen op den oudsten ende naesten, alzoo wel van manhooft als van wijfhoofde). Er hatte diese Verwaltung bis zum Rampjaar 1672 inne.

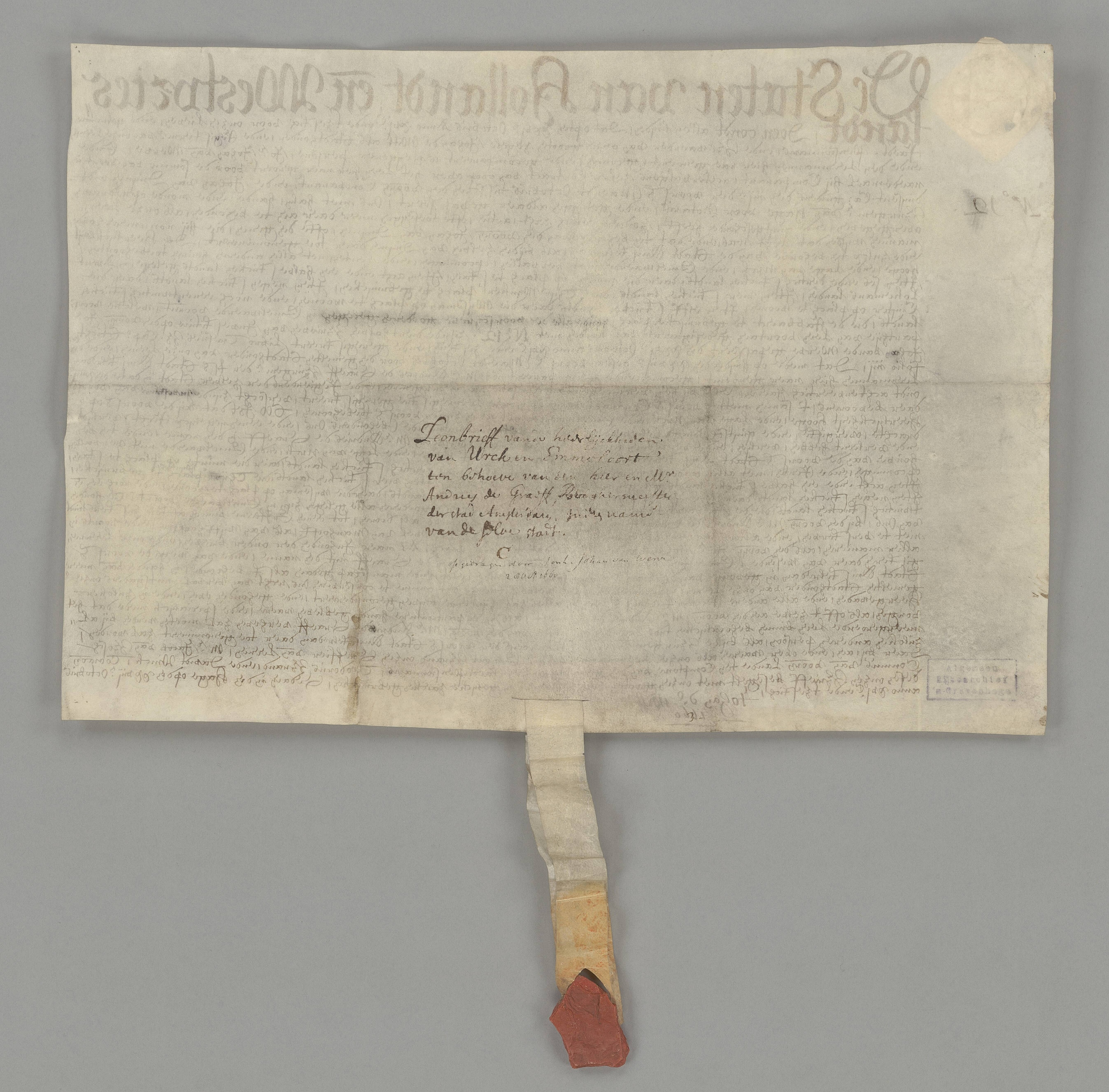
Belehnungsurkunde der Staaten von Holland und West-Friesland mit der Hohen und Niederen Herrlichkeit von Urk und Emmeloord

#### Wappen
Das Stammwappen [welches er von seinem Vater übertragen bekam] von Andries de Graeff ist geviert und zeigt in den Wappenfeldern 1 und 3 die silberne Schaufel (Spaten) auf rotem Grund der Herren von Graben und in den Wappenfeldern 2 und 4 die silbernen Falken die für das Gut Valckeveen (Valkenburg) stehen. Nach dem Tod seines Onkels Pieter Dircksz Graeff im Jahre 1645 erbte er dessen Gut Vredenhof bei Voorschoten. Er führte nun anstatt der Falken in den Wappenfeldern 2 und 3 die silbernen Schwäne auf blauem Grund. Der Schwan im Wappenfeld 2 steht für die herrlichen Rechte von Vredenhof. Dort hatte die Familie unter anderem das grundherrliche Privileg Schwäne zu züchten inne, ein Recht, das Andries de Graeff 1648 den Grafen von Ligne aus der Masse der konfiszierten Besitzungen der Familie Van Wassenaer abkaufte. Der zweite Schwan im Wappenfeld 3 ist ein Erbe von Volkert Overlander [der auch Schwiegervater von Andries Bruder Cornelis de Graeff war], seit 1618 Herr der Hohen Herrlichkeit Purmerland und Ilpendam, der 1620 auch dieses Wappenbild in seinem englischen Adelsbrief verliehen bekam. Dieser „Holländische resp. Egmondsche“ Schwan rührt von den Grafen von Egmond, die von 1483 bis 1582 Besitzer dieser Herrlichkeit waren [diesen Schwan führte hernach auch Overlanders Schwiegersohn und Erbe sowie De Graeffs Schwager Frans Banninck Cocq]. 1677 wurde De Graeffs Wappen durch den Erwerb der Reichsritterschaft mit einer Laubkrone versehen, und auch die beiden Schaufeln im Wappen wurden hiermit behängt.

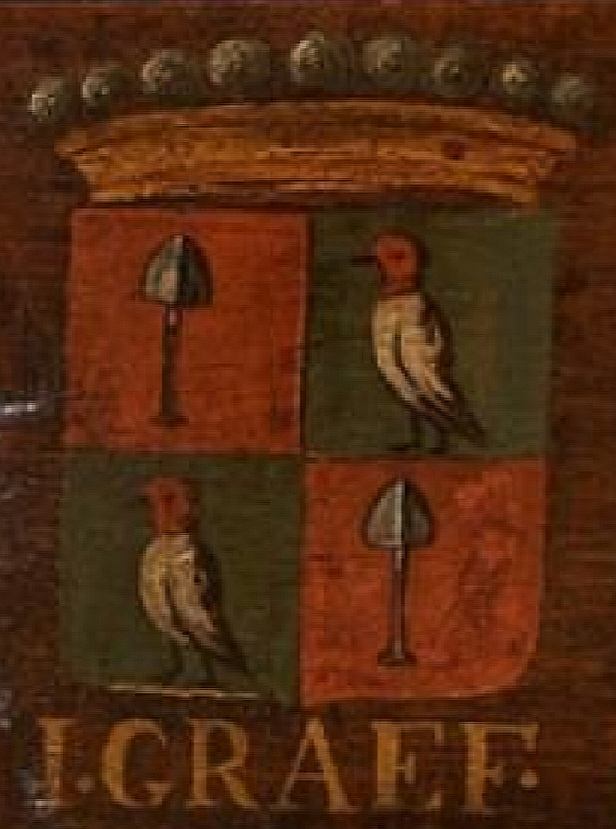
Stammwappen (seitens seines Vaters)
Wappen ab 1627
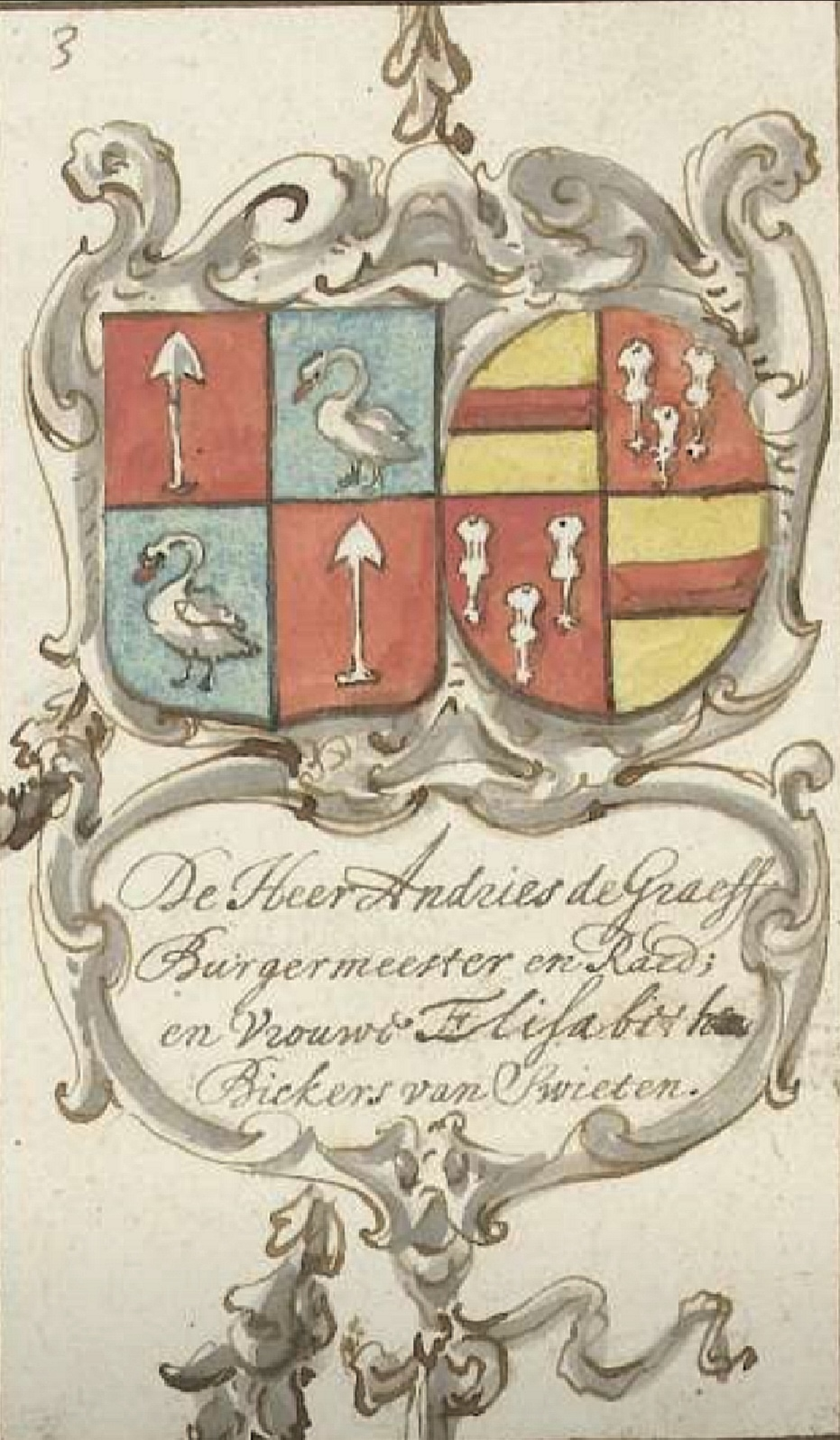
Allianzwappen Andries de Graeff und Elisabeth Bicker van Swieten, um 1649
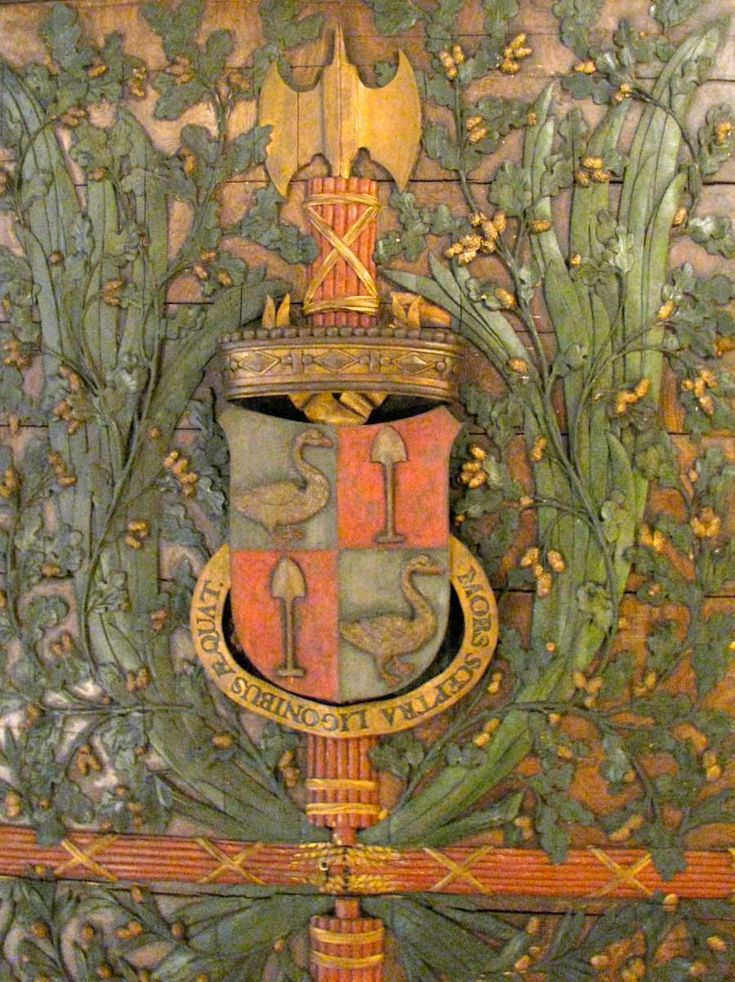
Wappen im Huis Van der Graeff, Amsterdam, um 1672
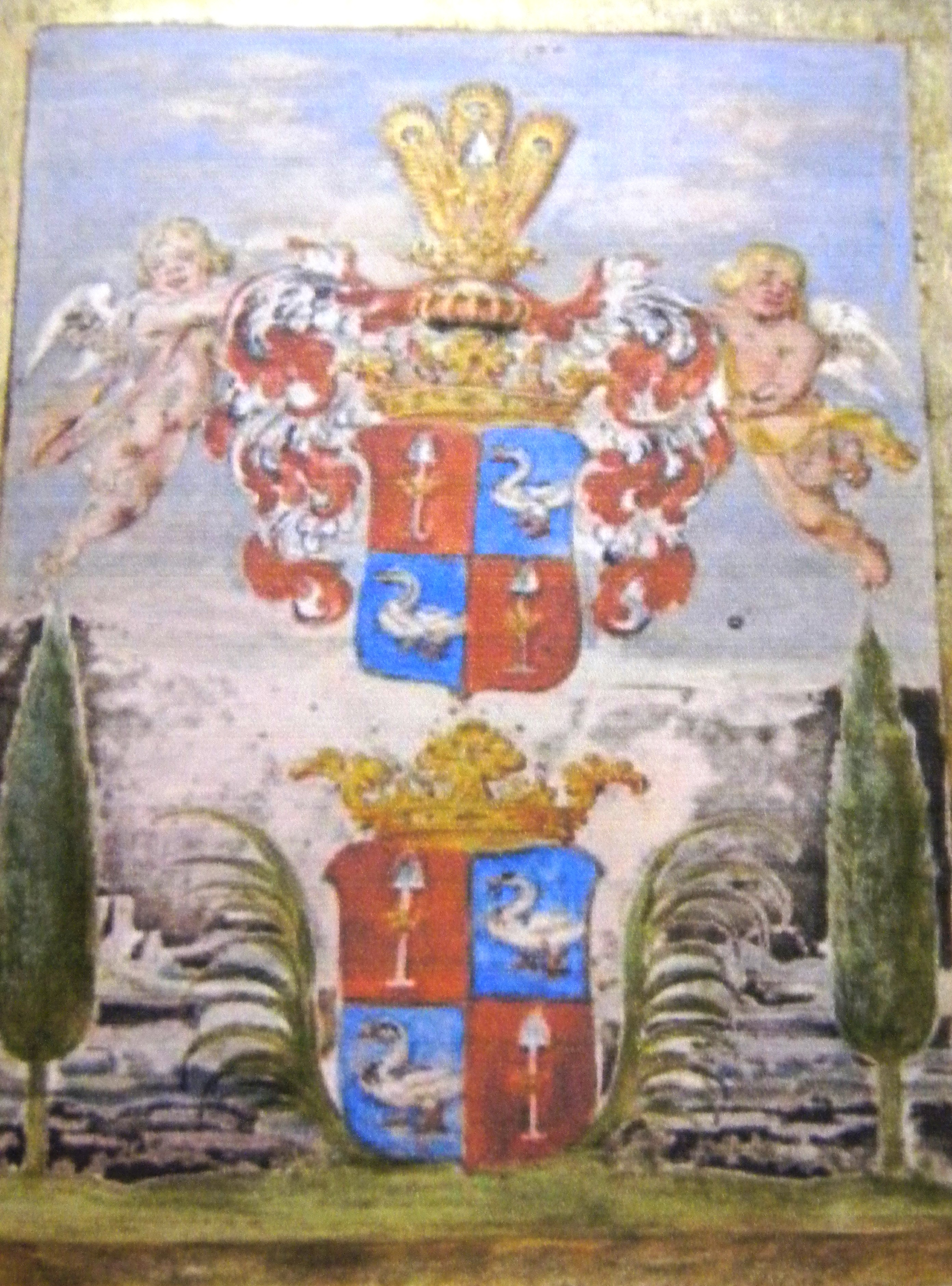
Wappen als Reichsritter, 1677
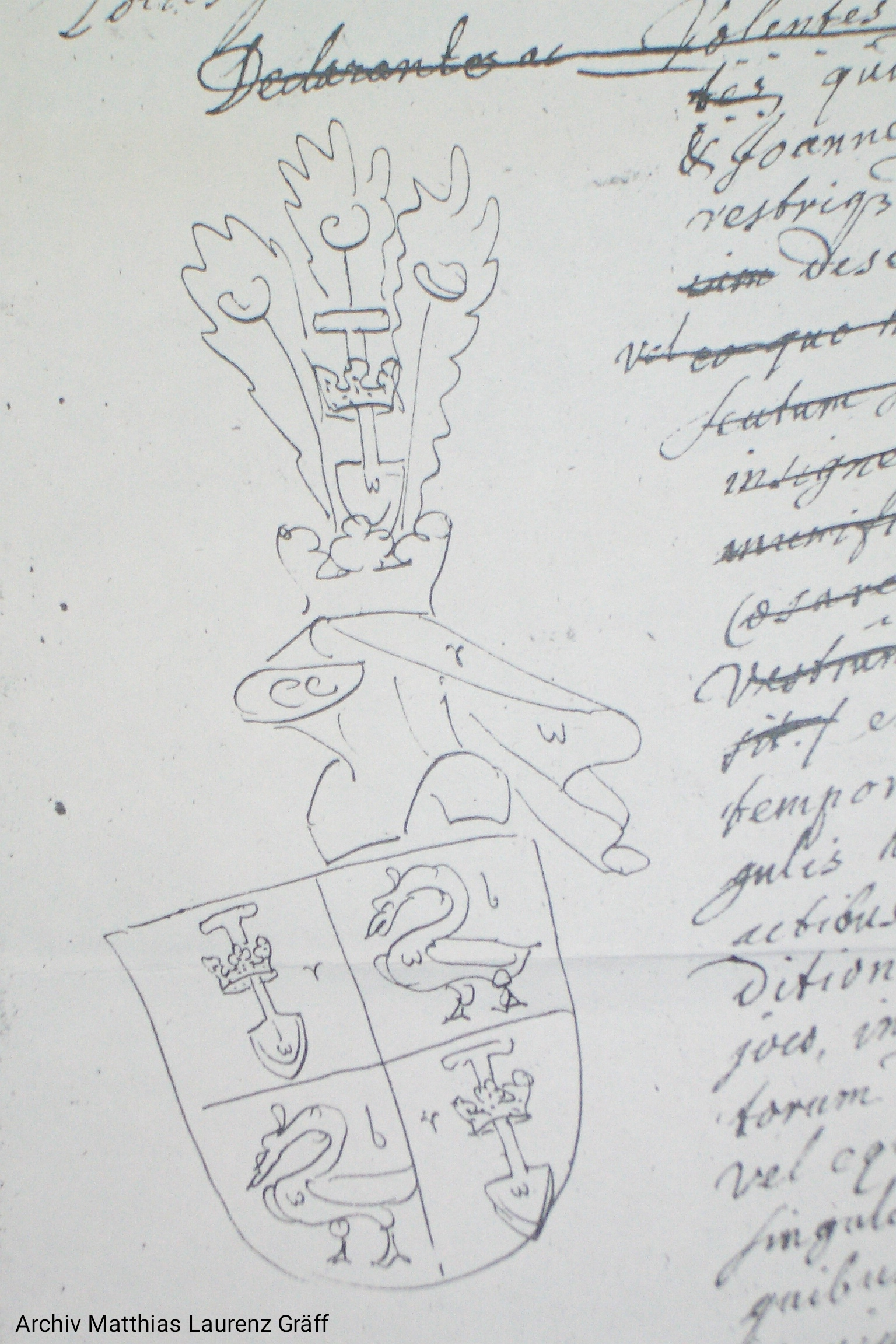
Auszug aus dem Reichsritterlichen Diplom zu Wien (Archiv Matthias Laurenz Gräff), 19. Juli 1677

#### Gesellschaftspolitisches Erbe

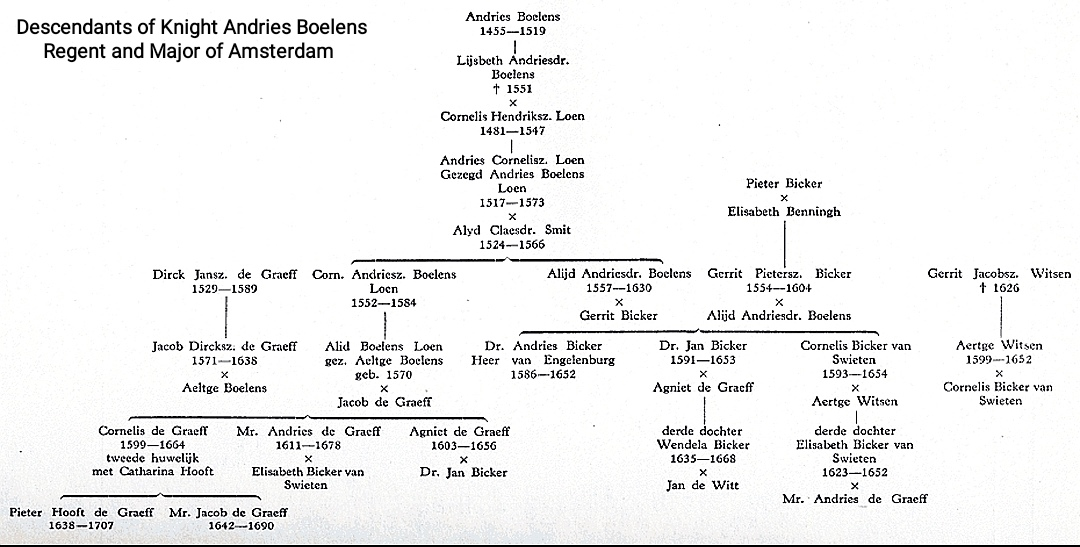
Übersicht über die maßgeblichen Familienbeziehungen der Amsterdamer Oligarchie um die Geschlechter Boelens Loen, De Graeff, Bicker (van Swieten), Witsen sowie Johan de Witt im Goldenen Zeitalter.

Andries' Bruder Cornelis de Graeff sagte, dass die alten Amsterdamer keine Gewohnheit hatten, genealogische Aufzeichnungen über ihre Familien zu führen, und über die vorherigen Generationen nicht mehr wussten als das, was sie von ihren Vätern und Großvätern gelernt haben. Die Daten seiner eigenen Familie in Amsterdam reichen nicht sehr weit zurück:
Und zunächst beginne ich mit der Familie der Graven, von der ich väterlicherseits abstamme. Dies ist eine Familie aus Amsterdam, die aus dem Haus 'de Keijser' stammt, das sich am Waeter befand (= jetzt Damrak Nr. 91). Dieses Haus zeigt den Eindruck seines gewölbten Aussehens, im Besitz von Jan Pieters de Graeff und dann von Dirck Jans de Graeff, der dieses Haus auch verkaufte. Auch mein Vater Jacob de Graeff und seine Brüder wurden hier geboren.
Die Familie De Graeff hat daher nie mit dem Alter ihrer eigenen Familie in Amsterdam geprahlt. Aber Andries und sein Bruder Cornelis de Graeff sahen sich zusammen mit ihren Cousins Andries und Cornelis Bicker als politische Erben der alten Regentenfamilie Boelens an, deren katholisch gebliebene Hauptlinie 1647 in männlicher Linie ausgestorben war. Sie hatten von ihren Boelens-Vorfahren die sehr bedeutsamen Vornamen „Andries“ und „Cornelis“ erhalten. Wie in einer echten Dynastie heirateten im 17. Jahrhundert häufig Mitglieder der Familien Bicker und De Graeff, um ihr politisches und wirtschaftliches Kapital zusammenzuhalten. Cornelis' großer historischer Vorfahre war Andries Boelens (1455–1519), der einflussreichste mittelalterliche Bürgermeister der Stadt. Beide Familien, De Graeff und Bicker, stammen in weiblicher Linie von Boelens ab. Er durfte fünfzehn Mal das Bürgermeisteramt von Amsterdam bekleiden.

### Politische Karriere

#### Schritte in die Politik, Friede von Münster
Andries de Graeff beendete 1634 sein Studium des Rechtswesens in Poitiers. 1646 wurde er Schöffe (niederländisch: schepen) und Mitglied der Vroedschap von Amsterdam, wobei er die letzte Funktion bis 1650 behielt.
Im Laufe der 1640er Jahre trat die republikanische Elite der Provinz Holland, die Gebrüder Cornelis und Andries de Graeff, Jacob de Witt sowie die Gebrüder Andries und Cornelis Bicker für eine Beendigung des Krieges mit dem spanischen Königreich Spanien sowie einer Reduzierung der Landstreitkräfte ein. Dieser andauernde Kriegszustand verhinderte das wirtschaftliche Wachstum und die gesellschaftliche Entwicklung der Vereinigten Niederlande. Ebenfalls stärkte dieser Kriegszustand die Macht des Statthalters als Oberbefehlshaber der Streitkräfte, etwas das nicht im Sinne der Republikaner war. Dies verstärkte den Konflikt zwischen ihnen und Statthalter Friedrich Heinrich von Oranien sowie den Reformierten Hollands. 1648 traten die Vereinigten Niederlande aufgrund des immensen politischen Drucks des gesamten Bicker-De Graeff Clans in Friedensverhandlungen mit Spanien, um beim Frieden von Münster den Achtzigjährigen Krieg zu beendigen.

#### Rekenmeester von Holland

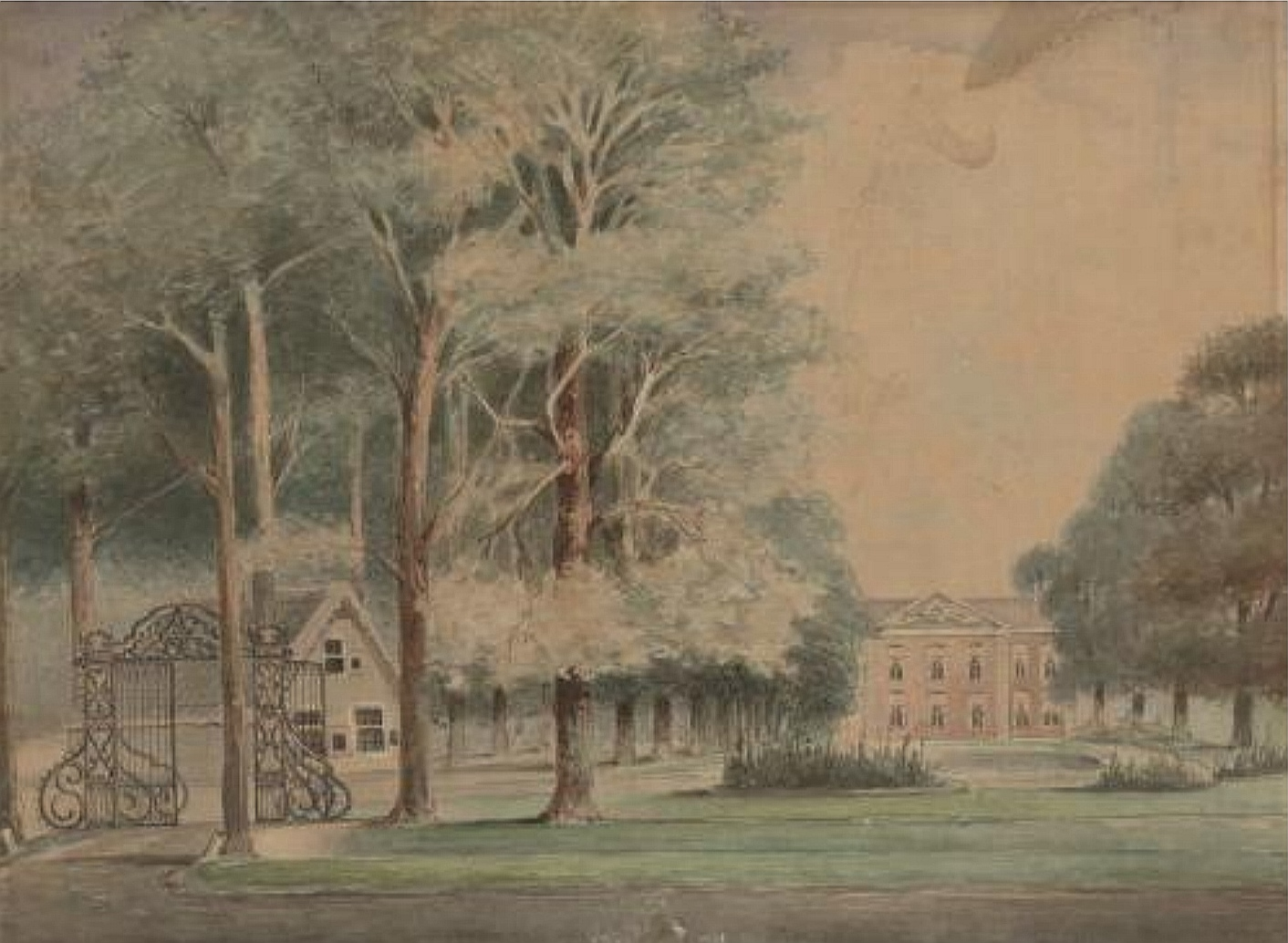
Das Landgut Vredenhof, welches De Graeff während seiner Anstellung als Rechenmeister in Den Haag bewohnte

Andries de Graeff nahm 1650 seine Funktion als Deputierter des Rechnungshofes von Holland und West-Friesland (niederländisch: Rekenkamer van Holland en West-Friesland) in Den Haag an. 1652 wurde er durch die Vermittlung seines Bruders Cornelis der Wirtschaftsprüfer (niederländisch: Rekenmeester der Grafelijke domeinen van Holland en West-Friesland) der staatlichen Rechenkammer. In seiner Zeit als Meester ordinaris (deutsch: Professur) bewohnte er auch das von seinem Großvater Dirk Jansz Graeff gekaufte Landgut Vredenhof in der Nähe von Voorschoten. Dort hatte er das grundherrliche Recht Schwäne zu züchten. De Graeff zog im Jahre 1653 für einige Zeit nach Amsterdam zurück. In dieser Zeit bekleidete er Ämter als Kommissar des Haarlemmermeer, Hoofdingeland (höchster Rang in der Deichverwaltung) des Watergraafsmeers und Deichgraf von Nieuwer-Amstel. Seine Tätigkeit als Rekenmeester der Grafelijke domeinen van Holland en West-Friesland legte er im Jahre 1657 endgültig nieder.

#### Regent von Amsterdam
Unterartikel: Regent von Amsterdam

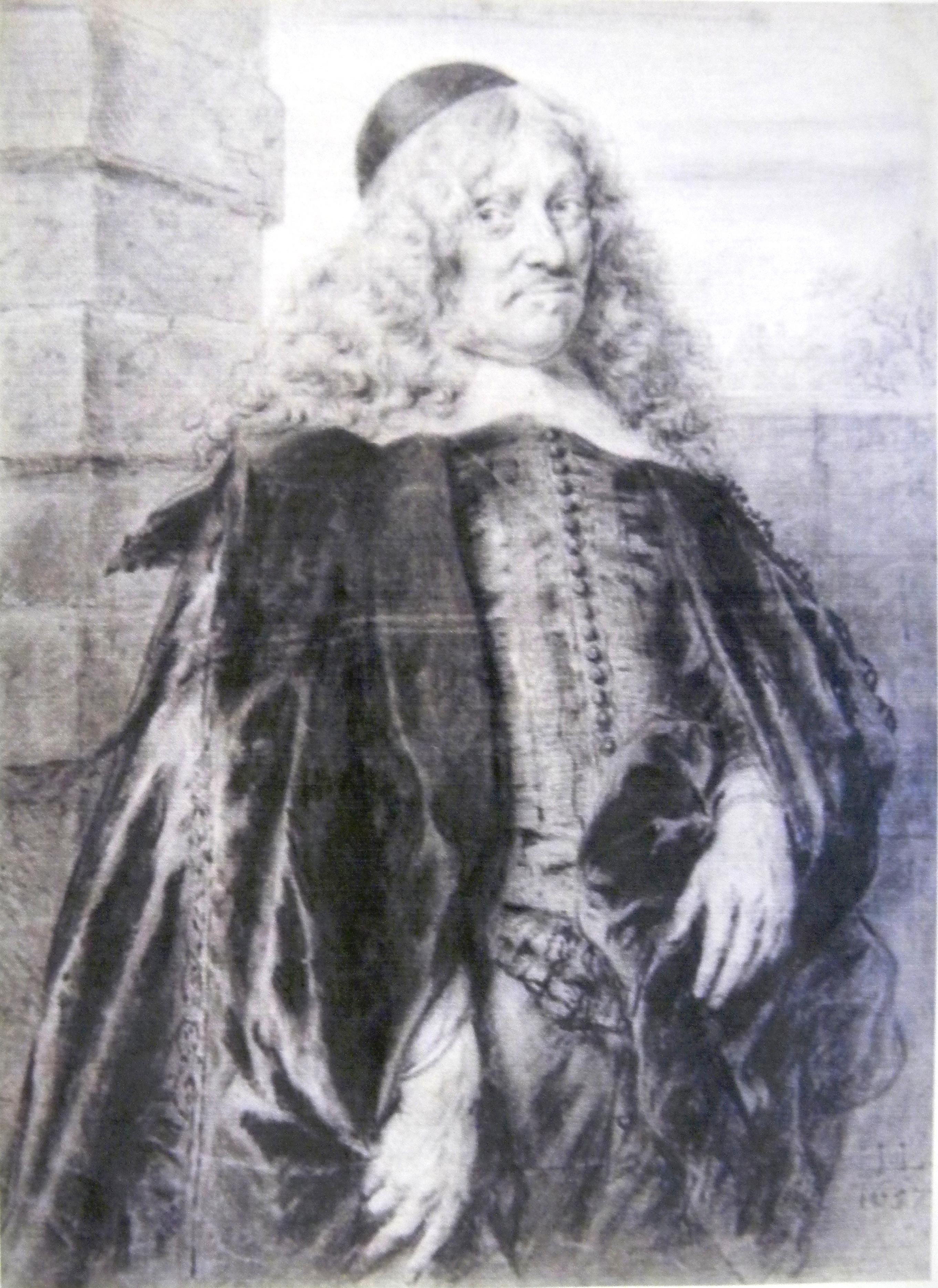
Andries de Graeff in 1657 anlässlich seiner ersten Ernennung zum Bürgermeister von Amsterdam (Zeichnung von Jan Lievens)

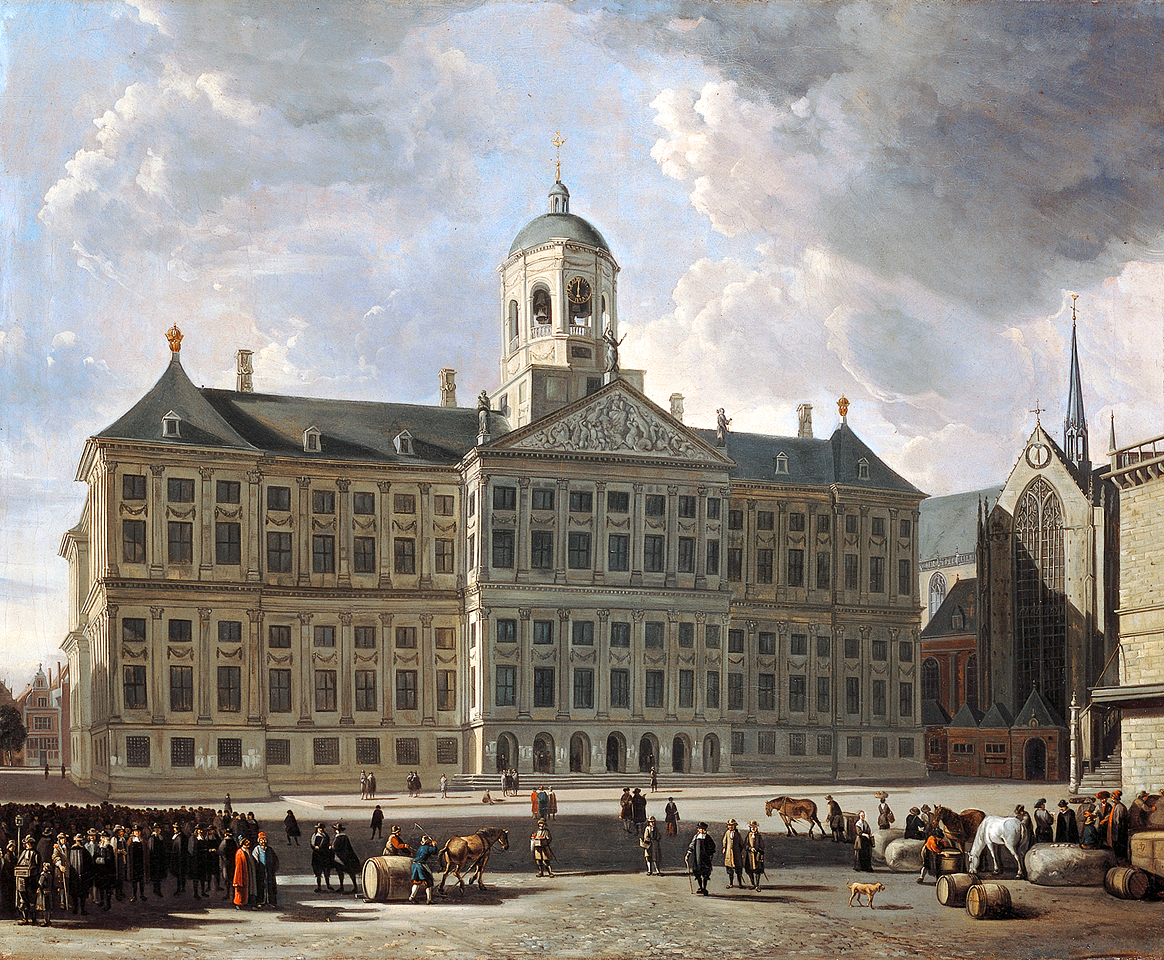
Das Amsterdamer Stadthaus op de Dam, Gemälde von Gerrit Adriaenszoon Berckheyde (1665-1680)

Am Höhepunkt des Goldenen Zeitalters der Niederlande, der Ersten Statthalterlosen Periode von 1650 bis 1672, lag die politische Macht innerhalb Hollands hauptsächlich bei zwei staatsgesinnten, sprich republikanischen, Familien. In Amsterdam lag diese bei den Gebrüdern Cornelis und Andries de Graeff, und in Den Haag bei den Gebrüdern Johan und Cornelis de Witt, den Anführer der staatsgesinnten Fraktion Hollands, was durch deren enge Zusammenarbeit und gegenseitige Verwandtschaft verstärkt wurde. Aufgrund der ökonomischen Macht und der dadurch entstandene politischen Führung von Holland und im Speziellen von Amsterdam innerhalb der Niederländischen Republik fiel den städtischen Regenten speziell im Goldenen Zeitalter auch eine eminente außenpolitische und diplomatische Rolle zu, was De Graeff folgend formulierte: Die Macht ist herrlich, doch voller Sorgen.
Ab 1657 widmete sich Andries de Graeff ausschließlich seinen politischen Tätigkeiten in Amsterdam, wo er erstmals zum Bürgermeister gewählt wurde. Die Fraktion De Graeff hatte unter seinem Bruder Cornelis de Graeff die Regierung der Stadt in ihren Händen. Zwischen 1658 und 1659 saß er im Vorstand der Admiralität von Amsterdam. 1660 wurde De Graeff im Namen von Amsterdam Ambachtsherr von Urk und Emmeloord in der heutigen Provinz Flevoland. In den Jahren 1660/1661 verfolgten die Gebrüder De Graeff eine pro-englische Strategie, welche ihr militärische Unterstützung gegen Spanien und den freien Handel (vrij schip, vrij goed) sicherte. Aus diesem Grund gründeten sie eine Kommission, welche dem englischen König Karl II. die Dutch Gift, bestehend aus zahlreichen wertvollen Gemälden und Kunstgegenständen, überreichte.
Ab den beginnenden 1660er Jahren kristallisierten sich in der Amsterdamer Vroedschap neben der bestimmenden Staatsgesinnten Fraktion De Graeff zwei weitere führende Gruppierungen heraus; die Fraktion des Gillis Valckenier, der als derb, schlau und intrigant und in späteren Jahren als Oraniergesinnt galt, sowie die Fraktion Henrick Hooft, die als eine Mittelpartei zwischen den beiden Gegenpolen stand. Zwischen 1661 und 1663 war Andries de Graeff Staatsrat von Holland. Nach seines Bruders Tod im Jahre 1664 führte er in der Vroedschap den Vorsitz der Fraktion De Graeff, was die Mitglieder der als moderat geltenden Regentenfamilien De Graeff und Bicker beinhaltete. Es lag nun an Andries de Graeff, des Bruders Part als ausgleichende und pragmatische Führungskraft zu übernehmen. Dies war in den späteren 1660er Jahren im beginnenden Machtkampf zwischen den Republikanern und den Orangisten schwer zu erfüllen. Von nun lenkte Andries de Graeff gemeinsam mit Johan de Witt und Valckenier die Entwicklung und Ausbildung des oranischen Fürsten und nachmaligen Königs von England Wilhelm III., des Kind van Staate. 1666 machte er gemeinsam mit den Bürgermeistern Valckenier, Hendrick Dircksz Spiegel und Gerard Claesz Hasselaer dem französischen Außenminister Hugues de Lionne ein repräsentatives Gemälde Amsterdams von Ludolf Backhuysen zum Geschenk. Dadurch erhofften sich die Regenten Amsterdams die wohlwollende Unterstützung Frankreichs. 1667 war De Graeff neben De Witt und den später prinzengesinnten Staatsmännern Gaspar Fagel und Gillis Valckenier Initiator des Eeuwig edict, das die Abschaffung der (oranischen) Statthalterschaft beinhaltete, sowie die Unvereinbarkeit einer Statthalterschaft mit der Kapitän-Generalschaft der Republik der Vereinigten Niederlande. Trotz des Eeuwig edict verfolgte De Graeff eine moderate Politik, denn es war eminent gute Beziehungen zum Hof der Oranier in Den Haag zu führen.

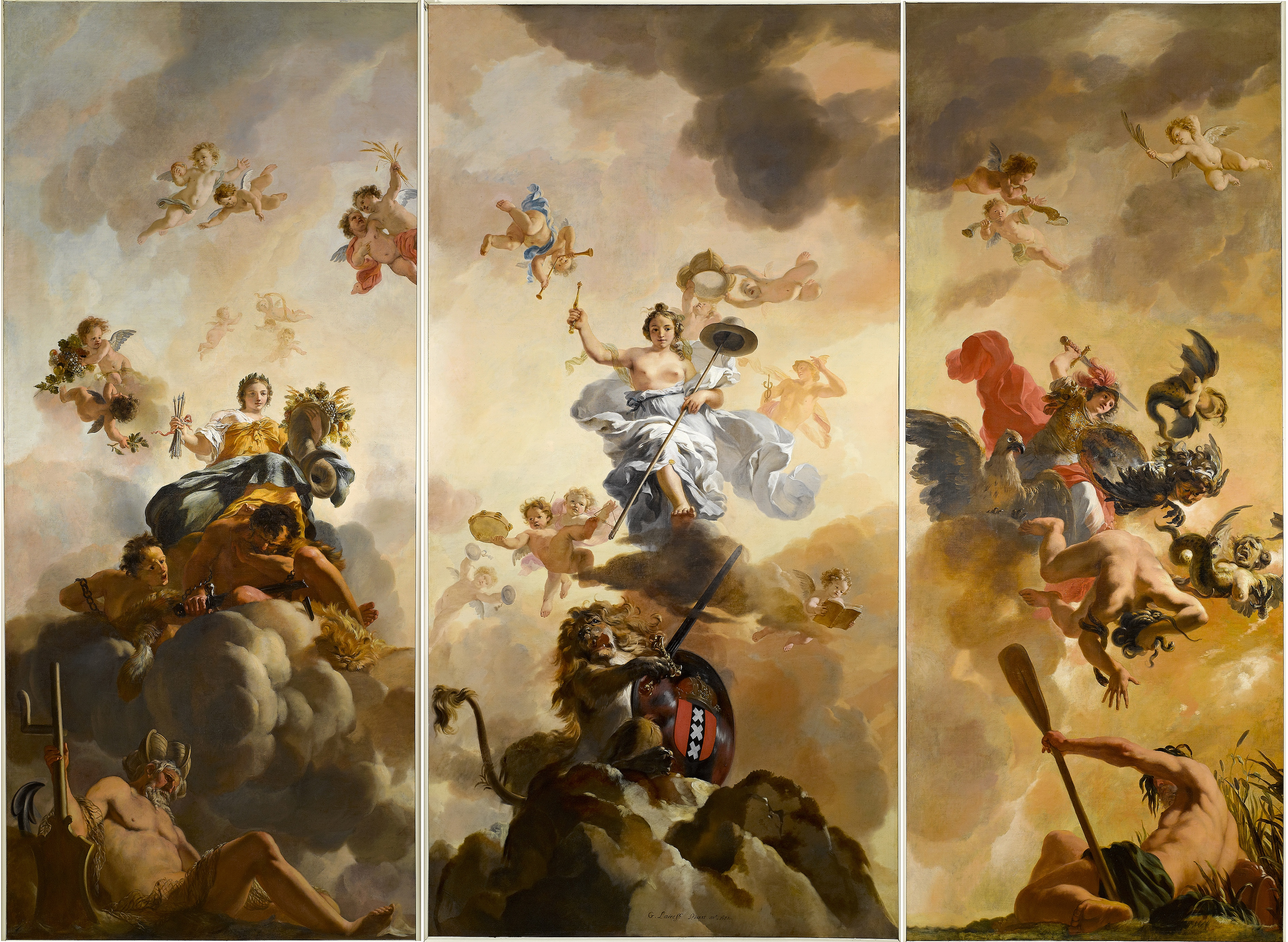
Gerard de Lairesse, „Triomf der Vrede“ (Triumph des Friedens), drei Deckengemälde mit seinen Teilen von links nach rechts: Einheit, Freiheit, Sicherheit (1671/72). Die Gemälde symbolisieren die Rolle von Andries de Graeff als Beschützer der wahren Freiheit der niederländischen Republik (heute im Den Haager Friedenspalast)

Dem jüngeren De Graeff ist es aber nicht gelungen, im selben staatserhaltenden Maße tätig zu sein wie sein Bruder Cornelis. So wurde auch die Unterstützung für den Ratspensionär Johan de Witt geschwächt; Cornelis de Graeff war De Witt ein exzellenter Mitstreiter und Rat gewesen, dessen Part der jüngere De Graeff nicht gleichwertig erfüllen konnte. Dadurch verlor De Witt die für seine Politik substantielle Fürsprache aus Amsterdam.
1669 kam es zu einem ersten Bruch mit Gillis Valckenier, der in Opposition zur Fraktion De Graeff ging, und deren Macht auch brechen wollte. Als Resultat davon büßte er in der Regierung zunehmend an Boden auf Valckenier ein. Als sich jener 1670 offen auf die Seite der Oranier stellte, und in Paris Geheimverhandlungen mit Wilhelm III. von Oranien-Nassau führte, die den Zweck hatten, die Oranier wieder an die Macht zu bringen, führte das zum offenen Bruch mit De Graeff. Der staatgesinnten Partei Fraktion De Graeff (beinhaltend unter anderem Andries de Graeff, dessen Neffen Pieter de Graeff sowie deren Verwandte Lambert Reynst, Cornelis van Vlooswijck) und der Fraktion Henrick Hooft gelang es 1671 noch gemeinsam Valckenier und dessen Mitstreiter aus der Regierung Amsterdams auszuschließen. Für Andries de Graeff war dies der Anlass, die Ware Vrijheid der Republik in einem Gemäldethema in seinem Bürgermeistersaal zu positionieren. Der Künstler Gerard de Lairesse stellte im Triomf der Vrede die Rolle der Familie De Graeff als der Beschützerin der republikanischen Staatsform, Verteidigerin der Freiheit, dar. Es ist auch als Aussage zur Gegnerschaft und gegen die Rückkehr zur oranischen Statthalterschaft zu verstehen.

#### Rampjaar 1672
Als im Rampjaar 1672 die Lage in der Republik durch die einfallenden französischen Truppen immer prekärer wurde, gelang es der oranisch gesinnten Partei von Valckenier sowie den im Juli desselben Jahres zu Orangisten gewordenen Staatsmännern Coenraad van Beuningen, Nicolaas Witsen und Johannes Hudde, die Macht der gegnerischen Fraktion De Graeff erneut an sich zu reißen und eine Mehrheit in der Vroedschap (Amsterdamer Stadtparlament) zu erlangen. Im Frühsommer verweigerte die von der französischen Invasion bedrohte Bevölkerung Johan de Witt die Gefolgschaft und spielte sich somit selbst in die Hände der Oranierpartei. Amsterdam tat alles, um Holland nicht den Franzosen preisgeben zu müssen. Die Staaten von Holland planten eine Hollandsche Linie als Schutz zu errichten. Seitens Amsterdam trieb Andries de Graeff den Schutzbau voran und war als Festungskommissar im Einsatz.
Entgegen De Graeff, dessen Verhältnis zu De Witt allgemein bekannt war, stand sein Rivale Valckenier bei der Bevölkerung in hohem Ansehen. Ein Ereignis des 1. Juli versinnbildlicht dies exakt, als eine Anzahl von Bürgern De Graeff zu Hause aufsuchte, ihn als feige verunglimpfte und damit bedrohte, dass sie eine Armee von bis zu 20.000 Mann aufstellen werden, um ihn sowie alle Verdächtigen, sprich Unterstützer der Staatsgesinnten um De Witt anzugreifen. Valckenier wurde ebenso von einer Bürgerdelegation dazu befragt, ob er innerhalb der Stadtregierung von Verrätern gewusst habe, was dieser verneinte. Da diese Gruppe Mordabsichten gegenüber De Graeff hegte, sagte Valckenier, dass dieser kein Verräter sei. Die Bürger hätten „abgewogen und mit den Schultern gezuckt“ und somit De Graeff verschont. Dieses Ereignis passt nicht gut in die Theorie der erbitterten feindlichen Fraktionen, denn Valckenier hielt seine Hand beschützend über De Graeff, dessen sich Valckenier auch später rühmte, dass ihm De Graeff sein Leben verdankte.
Im Juli beschloss die Amsterdamer Vroedschap aufgrund des immensen Drucks aus der Bevölkerung die Aufhebung des im Jahre 1667 geschaffenen Eeuwig edict – der Abschaffung der (oranischen) Statthalterschaft, welches fünf Jahre zuvor auch seitens De Graeff mitinitiiert wurde – und beschloss, Wilhelm III. von Oranien zum neuen Statthalter von Holland auszurufen. Auch stimmte De Graeff für die Ernennung von Willem III. zum Kapitän-General und Admiralgeneral von Holland. Er übernahm weiterhin die Aufgabe, die Resolution nach Den Haag zu bringen. Als er abreisen wollte, wurde er von der durch einen seiner politischen Gegner aufgehetzten Volksmenge mit Steinen angegriffen, die ihn ermorden wollte. Hauptgrund hierfür war, dass man De Graeff gleich Johan de Witt des Verrats beschuldigte und meinte, dass er die wichtigen Dokumente und Geld für Den Haag an die Franzosen in ausliefern wolle. De Graeff gelang mithilfe der Bürgergarde die Flucht zurück ins Stadthaus op de Dam. Nach einer Ansprache der Bürgermeister Cornelis de Vlaming van Oudshoorn und Henrick Hooft an die Menge, konnte De Graeff begleitet von Hooft und De Vlaming van Oudshoorn und der militärischen Garde, die unter dem Kommando seines Schwagers Oberst Cornelis Geelvinck stand, durch den Haarlemmerpoort aus der Stadt geschleust werden. Ein zeitgenössischer Bericht vermeldet dazu Folgendes: de Graff, Bürgermeister von Amsterdam / wird von dem gemeinen Pöbel angefallen / wird aus der Stadt convoyiret. Am 12. August traf Wilhelm III. zu einem Besuch in Amsterdam ein. Bei der Vroedschapsitzung wurde er durch Hooft „mit großem Eifer“ hofiert, der ihn auch zum Sitz des president-burgemeester führte. Als das Treffen fast vorbei war, trat De Graeff mit ausgestreckter Hand geradewegs auf den Prinzen zu, aber es fiel auf, dass Willem ihn „nicht aen sach akzeptierte“. Die Karten schienen bereits neu gemischt worden zu sein, und Hooft war es entgegen De Graeff gelungen, die Gunst des Oraniers zu erlangen.
Den Gebrüdern Johan und Cornelis de Witt wurde mittels Pamphleten von oranischen Parteigängern unterstellt, gemeinsam mit Ludwig XIV. von Frankreich das Haus Oranien durch das der De Witt ersetzen zu wollen. Am 20. August wurden die De Witts von einem durch oranische Parteigänger sowie mittels den andauernden Pamphleten aufgebrachten Volksmob auf grausame Weise in Den Haag ermordet. Nach diesen innenpolitischen Umwälzungen stand das Volk geschlossen hinter den Oraniern. So wie in anderen Städten auch, forderten große Volksmassen, dass die Amsterdamer Vroedschap von den Vertrauten und Parteigängern der De Witts gesäubert werden muss. De Graeffs Verbündeten, Bürgermeister Henrick Hooft, wurde mit dessen Steinigung gedroht, falls er nicht das Amt niederlegen werde. An Mauern in der Stadt war die Aufschrift zu lesen: Seid auf der Hut, Bürger, die Verräter sind wieder aktiv. Es sind: Reinst, Vlooswijk, de Graeff, Outshoorn, Hooft, Pol, Bontemantel. Am 30. August sollten auf Geheiß des Oraniers verräterische pro-De Witt Stadtregenten ausgemacht werden und zum Abtreten gezwungen werden. In Amsterdam verzögerte die Vroedschap diese Resolution, um noch eine Versöhnung zwischen De Graeff und Hooft mit Valckenier zu erzielen. Zu einer Aussöhnung zwischen De Graeff und Valckenier ist es aber nicht gekommen, da der Oranier keinen Vorteil darin sah, und Valckenier selbst kein Interesse darin hätte, da er seine Popularität beim Volk und beim Oranier gerade wegen seiner Gegnerschaft zu De Graeff, dem Wittiaanse verrader (Johan de Witt), verdankte.
Während der Vroedschapssitzung am 3. September bot De Graeff Amsterdams neuen mächtigen Politiker Gillis Valckenier seine Unterstützung an, was dieser jedoch vehement ablehnte, und sowohl ihn als auch seinen verstorbenen Cornelis de Graeff mit Schimpfwörtern bedachte. De Graeff nahm noch am selben Tag seinen Abschied aus der Politik, wurde aber erst am 11. September (Sitzung vom 10. September) aus der Regierung und von allen Ämtern ausgeschlossen.
Am 5. September veranlasste der andauernde Aufruhr und Volkszorn die Amsterdamer Vroedschap aufgrund der Beunruhigung in der Gemeinde, und Massakern und Plünderungen vorzubeugen den neuen Statthalter das Gesetz zu ändern, dahingehend, dass gewisse Regenten durch solche ersetzt werden können, die dem Statthalter wohlgesonnener gegenüberstehen, und somit die Ordnung innerhalb der Stadtregierung wiederherstellen. Dieses Gesetz gestattete nun der Amsterdamer Vroedschap am 10. September die bei der Oranierpartei unerwünschten Republikaner von der Regierung auszuschließen. Betroffen waren davon 16 Alt-Bürgermeister, Vroedschapen und Schepen der Stadt, zumeist Mitglieder der Fraktion De Graeff, worunter De Graeff, Hooft, Bontemantel, De Graeffs Schwager Lambert Reynst und seine beiden Neffen Pieter und Jacob de Graeff, die Söhne seines verstorbenen Bruders Cornelis. Auffällig daran ist, dass davon zwölf Politiker zu denen gehörten, die im Vorjahr 1671 Valckenier und seine Fraktion aus der Vroedschap ausschloss. Dieses Ereignis markierte das Ende von Andries de Graeffs Wittianer (Johan de Witt), im Gegensatz dazu aber konnten Hooft und seine Fraktionskameraden in der Vroedschap bleiben. Es war wohl der Lohn dafür, dass Hooft dem Oranier gute Dienste geleistet hatte, und seiner Unterwürfigkeit gegenüber ihm geschuldet.

##### Conclusio und Ausblick
Im Endeffekt war es Andries de Graeff trotz seiner Bemühungen nicht gelungen, den Part seines verstorbenen Bruders Cornelis zu übernehmen und somit für eine stabile Amsterdamer (holländische) Regierung und die Unterstützung von Johan de Witt zu sorgen. Dies bedeutete das politische Aus der Fraktion De Graeff in der Regierung Amsterdams und deren Einfluss auf Holland.
Die Konflikte zwischen Wilhelm III. von Oranien und den Patriziern Amsterdams im Rampjaar 1672 zeigten, dass weder Gillis Valckenier noch Henrick Hooft als überzeugte Orangisten gelten können. Ausschlaggebend waren hierbei hauptsächlich die Handelsinteressen, für die sich Valckenier einsetzte und zugleich seinem Rivalen Andries de Graeff eine verschwenderische Politik vorwarf. Ebenfalls entstand die antifranzösische Politik von Valckenier und Coenraad van Beuningen aus ihrer Überzeugung, dass davon er Handel profitieren würde. Das macht ihren Konflikt mit Johan de Witt, dem Inbegriff der „Französischen Verbindung“, und auch De Graeff, verständlich. Es ist anzunehmen, dass es für Valckenier nicht von primärem Interesse war, ob der Oranier Statthalter werden würde. Als dieser nach 1674 für die Fortsetzung des Krieges mit Frankreich eintrat, kam es zu Auseinandersetzungen mit Valckenier, weil Amsterdam nun vom Frieden profitierte.

#### Letzte Jahre und Tod
Andries Graeff blieb zunächst in Amsterdam wohnhaft. De Graeff gehörte zu den 250 reichsten Personen des Goldenen Zeitalters und wurde 1674 anfänglich mit einem Vermögen von 292.000 Gulden angeschlagen, welche Summe aber durch die Einflussnahme seines alten Widerparts Gillis Valckenier auf 700.000 Gulden (entspricht der Summe von sechs Millionen Euro im Jahr 2009) erhöht wurde, währenddessen Valckeniers Sohn Wouter, der eine reiche Erbin ehelichte, selbst nur die Summe von 10.000 Gulden versteuern musste (was dem Durchschnittsvermögen eines Notars oder Apothekers entsprach). Der Historiker Kees Zandvliet schätzt De Graeffs Vermögen des Jahres 1678 auf 1.100.000 Gulden. 1676 siedelte De Graeff nach Utrecht über, worauf ihn aber Valckenier wegen Steuerflucht anzeigte, worauf dieser nach nur einem Jahr erneut in seine Geburtsstadt zurückkehrte.
1677 wurden Andries, der „Edle Herr von Graef(f)“, und sein einziger das Erwachsenenalter erreichende Sohn, Cornelis de Graeff, von Kaiser Leopold I. in den österreichischen Reichsritterstand erhoben und deren Wappen gebessert. Grund war eine von De Graeff behauptete Verwandtschaft zu dem edelfreien Geschlecht Von Graben von Stein; dies wurde aber von seinen politischen Gegnern noch zu De Graeffs Lebzeiten angezweifelt. Mit Wolfgang von Graben war um 1476/1483 ein Familienmitglied von Laibach nach Holland gekommen, welcher mit Peter von Graben resp. Pieter Graeff einen Sohn hatte, der den Namen De Graeff (oder De Graaff) annahm, und auch als Stammherr der Familie De Graeff in Erscheinung tritt. Jener tritt auch als erster bekannter Wappenträger des Graeffschen/Grabenschen (Stamm-)Wappens mit dem silbernen Spaten auf rotem Grund und dem silbernen Vogel [Schwan] auf blauem Grund in Erscheinung. Das niederländische Nieuw Nederlandsch Biographisch Woordenboek zweifelt aber an dieser Familienkonstellation.
Auszug aus dem kaiserlichen Diplom zu Wien vom 19. Juli 1677: Fide digis itegur genealogistarum Amsteldamensium edocti testimoniis te Andream de Graeff non paternum solum ex pervetusta in Comitatu nostro Tyrolensi von Graben dicta familia originem ducere, qua olim per quendam ex ascendentibus tuis ejus nominis in Belgium traducta et in Petrum de Graeff, abavum, Johannem, proavum, Theodorum, avum, ac tandem Jacobum, patrem tuum, viros in civitate, Amstelodamensi continua serie consulatum scabinatus senatorii ordinis dignitabitus conspicuos et in publicum bene semper meritos propagata nobiliter et cum splendore inter suos se semper gessaerit interque alios honores praerogativasque nobilibus eo locorum proprias liberum venandi jus in Hollandia, Frisiaque occidentale ac Ultrajectina provinciis habuerit semper et exercuerit.
Im darauffolgenden Jahr verstarb De Graeff am 30. November und wurde im Familiengrab in der Amsterdamer Oude Kerk beigesetzt. Da sein Sohn Cornelis aber schon am 16. Oktober jung verstorben ist, erging die Hälfte seines Erbes an seinen Schwiegersohn Diederik van Veldhuyzen, dem Ehemann seiner älteren Tochter Alida. 1681 erhielt der Gatte seiner jüngeren Tochter Arnoldina, Transisalanus Adolphus Baron van Voorst tot Hagenvoorde van Bergentheim, Güter der Familie De Graeff im Wert von 556.000 Gulden, was von Van Veldhuyzen organisiert wurde.

### Lebensstil
Andries de Graeff war gleich seinem Bruder Cornelis einer der größten Kunst- und Kulturförderer seiner Zeit. Neben seinen freundschaftlichen Beziehungen sowie als Mäzen zu Govaert Flinck und Joost van den Vondel, war er in jungen Jahren auch ein Förderer Rembrandt van Rijns. Doch diese Förderung endete abrupt, als Rembrandt einen Porträtauftrag von De Graeff erhielt, diesen aber nach der Meinung von dessen Familie „betrunken und unfertig“ darstellte. De Graeff weigerte sich, ihn für dieses Werk mit der immens hohen Summe von 500 Gulden zu entlohnen, worauf Rembrandt nicht den Konflikt scheute, und auch die goede mannen der Sankt Lukasgilde zu Hilfe rief. Schließlich verklagte Rembrandt De Graeff in einem gewonnenen Prozess, der ihm seine geforderte Entlohnung über 500 Gulden einbrachte. Seit dieser Zeit wurde er aber seitens der Amsterdamer Patrizierschicht nicht mehr mit Aufträgen bedacht und bei den prestigeträchtigen öffentlichen Vergaben übergangen. Entgegen dazu war De Graeff dem Dichter Van den Vondel bis ins hohe Alter als Gönner und Förderer verbunden, dem er nach dem wirtschaftlichen Bankrott 1656 eine Anstellung als Buchhalter in der Bank van Lening mit einem Gehalt bis zum Lebensende verschaffte.

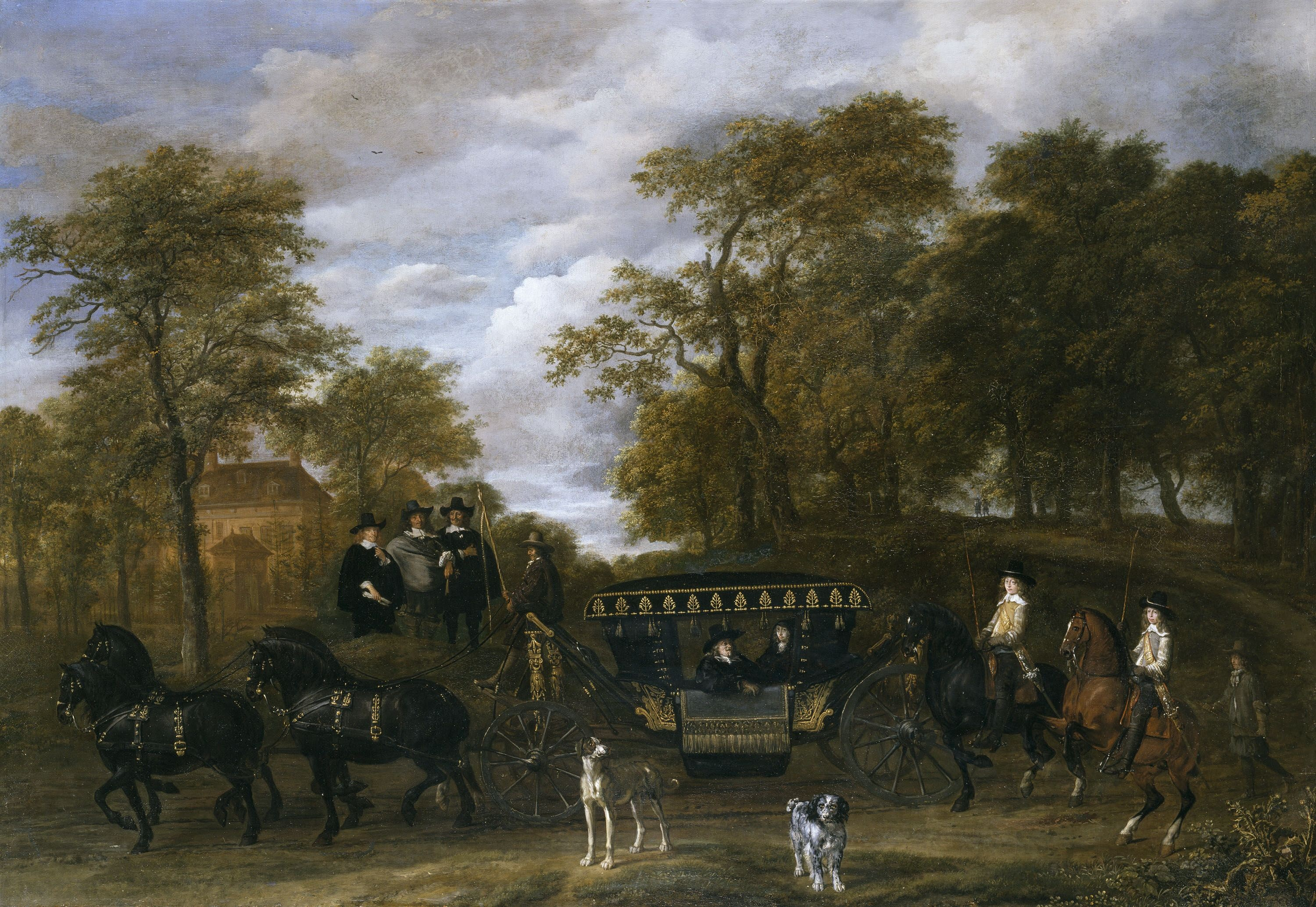
„Die Ankunft von Cornelis de Graeff und Mitgliedern seiner Familie in Soestdijk, seinem Landsitz“, Gemälde von Jacob van Ruisdael und Thomas de Keyser, (1656/1660), National Gallery of Ireland

Andries de Graeff zeigte sich gerne in fürstlicher Gewandung. Die Marmorbüste von Arthus Quellinus stellt ihn als römischen Konsul dar. Die Regenten Amsterdams sahen sich als Nachfolger der römischen Patrizier. und Amsterdam als Nachfolgerin der Römischen Republik. Um 1660 wurde Andries de Graeff auch in „Die Ankunft von Cornelis de Graeff und Mitgliedern seiner Familie in Soestdijk, seinem Landsitz“ von Thomas de Keyser und Jacob van Ruisdael gemalt. Das Gemälde zeigt seinen Bruder Cornelis und seine Frau Catharina Hooft sowie ihre Söhne Pieter und Jacob zu Pferd. Neben seinen Schwägern Pieter Trip und Willem Schrijver ist er der rechte der drei Figuren, die rechts von der Mitte am Straßenrand stehen. 2007 verwendete der österreichische Künstler Matthias Laurenz Gräff, ein entfernter Nachkomme von De Graeff, im Rahmen seiner Diplomserie Rembrandts stehendes Bildnis von Andries in seinem Gemälde „Im herbstlichen Wald“ und die Quellinus' Büste von Andries in seinem Gemälde „Morbide Zeiten“.
Ebenfalls beschäftigte sich De Graeff sehr intensiv mit der Genealogie seines Hauses und seiner Abstammung, über welche ihm Van den Vondel eine persönlich gewidmete Abhandlung schrieb.
Andries de Graeff bewohnte das Stadtpalais Huis van der Graeff in der Amsterdamer Herengracht – in ihrem prächtigsten Teil, der sogenannten Gouden Bocht (heutzutage Nr. 446) – welches auf seiner Spitze mit seinem Wappen geschmückt ist. Diese Wohnstatt beherbergte auch seine Gemäldesammlung mit Bildern großer holländischer Meister aus dem Goldenen Jahrhundert. In seinem Palais befanden sich auch großflächige Deckenfresken von Gerard de Lairesse, heute im Friedenspalast in Den Haag. Im Jahre 2008 übernahmen die beiden Modedesigner Viktor Horsting und Rolf Snoeren von Viktor & Rolf das alte Palais.
Landsitze hatte De Graeff mit dem Vredenhof bei Voorschoten und Graeffenveld Oud-Naarden (Naarden), wo er sich einen Hügel errichten ließ, den Venusberg, auf dessen Spitze eine Löwenstatue errichtet wurde, und der damals Leeuwenberg hieß. Ein weiterer Landsitz kam 1675 hinzu, als er mit seinen Neffen Pieter de Graeff und Gerard Bicker (I) van Swieten durch gemeinsamen Kauf Valkenburg (das vormalige Valckeveen seines Großvaters Dirck Jansz Graeff) bei Heemstede um 7.480 Gulden von seiner Schwester Christina de Graeff (1609–1679) erwarben.

#### Gemäldesammlung
Andries de Graeff verfügte über eine bedeutende Kunstsammlung, die Meisterwerke von Rembrandt, Gerard ter Borch, Govaert Flinck sowie anderen holländischen Meistern des 16. und 17. Jahrhunderts beinhaltete. Das wohl berühmteste Gemälde seiner Sammlung war der Jakobssegen von Rembrandt van Rijn, welcher über De Graeffs Kamin in dessen Amsterdamer Stadtpalais in der Herengracht hing. Das Gemälde zeigt De Graeffs Schwester Wendela, ihren Ehemann und ihre beiden Söhne in einer biblischen Umgebung. Ebenfalls befanden sich Rembrandts Gemälde Minerva sowie Ter Borchs Bildnis Portret van Cornelis de Graeff – Andries Sohn Cornelis darstellend – in De Graeffs Sammlung.
Gerrit de Graeff, ein Urenkel von De Graeffs Bruder Cornelis, verkaufte Mitte des 18. Jahrhunderts diverse Meisterwerke – darunter den Jakobssegen – an einen Hamburger Kunsthändler. Von diesem erstand Landgraf Wilhelm VIII. von Hessen-Kassel die Gemälde und stattete damit seine Gemäldegalerie, die heutige Gemäldegalerie Alte Meister, aus.

### Populärkultur
In Peter Greenaways Film Nightwatching wird Andries de Graeff als ein betrunkener Mann, welcher gerade aus dem Bordell kommt, dargestellt. Greenaway zeigt, dass De Graeffs Darstellung von Rembrandt van Rijn ihn als einen wahren Trunkenbold widerspiegelt. De Graeff hatte das Porträt nur unter der Bedingung angenommen, dass Rembrandt nachträglich das Gemälde mit einem extra Detail versah: einem Fehdehandschuh, der vor den Füßen von De Graeff liegt; mit dieser Geste forderte man den Gegner zum Duell heraus.

## Information
Die Daten zu diesem Artikel wurden aus der seit 2006 bestehenden Graeff Forschung von Matthias Laurenz Gräff übernommen.